# 杨桂通
杨桂通（1931年8月24日—2016年1月24日），河北省新河县人。著名力学家，塑性动力学专家。
中国共产党党员，1953年毕业于山西大学工学院土木系，并留校任教。1957年2月至1958年6月于北京大学数学力学系进修。1958年11月于北京外国语学院留苏预备部学习，1959年至1962年在苏联科学院力学研究所攻读塑性动力学，获技术科学副博士学位。1983年12月至1994年任太原工学院（后改名太原工业大学）校长。著有《弹塑性力学》、《塑性动力学》、《弹性动力学》等学术专著。
2016年1月24日20点在山西太原逝世。